# Развој светског рекорда на 1.500 метара за мушкарце
Светски рекорди у дисциплини трчања на 1.500 метара у мушкој конкуренцији, које ИААФ званично признаје, воде се од 1912. године. Први рекорди су мерени ручно (штоперицом). До 1975. ИААФ је признавао за рекорде резултате који су се постизани на 1.500 м.
Од 1975. ИААФ признаје резултате мерене ручно и електронским путем а од за дисциплине трчања на 100, 200 и 400 метара. Од 1. јануара 1977, ИААФ за ове дисциплине признаје само резултате мерене електронским путем и приказаном времену на стотинке секунде.
Први светски рекордер на 1.500 метара чији је резултат мерен електронски прихваћен од ИААФ био је Стив Овет у времену 3:31,4.
Да данас (30.1.2017.) ИААФ је ратификовао укупно 38 светска рекорда у мушкој конкуренцији.

## Ратификовани рекорди на 1.500 метара
| Време   | Електронски | Атлетичар          | Земља            | Место                           | Датум               | Трајање                       |
| ------- | ----------- | ------------------ | ---------------- | ------------------------------- | ------------------- | ----------------------------- |
| 3:55,8  |             | Ејбел Кивиат       | САД              | Кембриџ, САД                    | 8. јун. 1912.       | 5 година, 1 месец и 28 дана   |
| 3:54,7  |             | Џон Зандер         | Шведска          | Стокхолм, Шведска               | 5. август 1917.     | 6 година, 10 месеци и 14 дана |
| 3:52,6  |             | Паво Нурми         | Финска           | Хелсинки, Финска                | 19. јун 1924.       | 2 године, 2 месеца и 23 дана  |
| 3:51,0  |             | Ото Пелцер         | Немачка          | Берлин, Немачка                 | 11. септембар 1926. | 4 године и 24 дана            |
| 3:49,2  |             | Жил Ладумегуе      | Француска        | Париз, Француска                | 5. октобар 1930.    | 3 године, 8 месеци и 25 дана  |
| 3:49,2  |             | Луиђи Бекали       | Италија          | Милано, Италија                 | 9. септембар 1933.  | 3 године, 8 месеци и 25 дана  |
| 3:49,0  |             | Луиђи Бекали       | Италија          | Милано, Италија                 | 17. септембар 1933. | 9 месеци и 13 дана            |
| 3:48,8  |             | Бил Бонтрон        | САД              | Милвоки, САД                    | 30. јун 1934.       | 2 године, 1 месец и 7 дана    |
| 3:47,8  |             | Џек Лавлок         | Нови Зеланд      | Берлин, Немачка                 | 6. август 1936.     | 5 година и 4 дана             |
| 3:47,6  |             | Гундер Хаг         | Шведска          | Стокхолм, Шведска               | 10. август 1941.    | 11 месеци и 7 дана            |
| 3:45,8  |             | Гундер Хаг         | Шведска          | Стокхолм, Шведска               | 17. јул 1942.       | 1 година и 1 месец            |
| 3:45,0  |             | Арне Андерсон      | Шведска          | Гетеборг, Шведска               | 17. август 1943.    | 10 месеци и 20 дана           |
| 3:43,0  |             | Гундер Хаг         | Шведска          | Гетеборг, Шведска               | 7. јул 1944.        | 9 година, 10 месеци и 28 дана |
| 3:43,0  |             | Ленарт Штранд      | Шведска          | Малме, Шведска                  | 15. јул 1947.       | 9 година, 10 месеци и 28 дана |
| 3:43,0  |             | Вернер Лиг         | Западна Немачка  | Берлин, Западна Немачка         | 29. јун 1952.       | 9 година, 10 месеци и 28 дана |
| 3:42,8+ |             | Вес Санте          | САД              | Комптон, САД                    | 4. јун 1954.        | 17 дана                       |
| 3:41,8+ |             | Џон Ланди          | Аустралија       | Турку, Финска                   | 21. јун 1954.       | 1 година, 1 месец и 24 дана   |
| 3:40,8  |             | Шандор Ихарош      | Мађарска         | Хелсинки, Финска                | 28. јул 1955.       | 1 година и 8 дана             |
| 3:40,8  |             | Ласло Табори       | Мађарска         | Осло, Норвешка                  | 6. септембар 1955.  | 1 година и 8 дана             |
| 3:40,8  |             | Гунар Нилсен       | Данска           | Осло, Норвешка                  | 6. септембар 1955.  | 1 година и 8 дана             |
| 3:40,6  |             | Иштван Рожаволги   | Мађарска         | Тата, Мађарска                  | 5. август 1956.     | 11 месеци и 6 дана            |
| 3:40,2  |             | Олави Салсола      | Финска           | Турку, Финска                   | 11. јул 1957.       | 1 дан                         |
| 3:40,2  |             | Олави Салонен      | Финска           | Турку, Финска                   | 11. јул 1957.       | 1 дан                         |
| 3:38,1  |             | Станислав Јунгвирт | Чехословачка     | Стара Болеслав, Чехословачка    | 12. јул 1957.       | 1 година, 1 месец и 16 дана   |
| 3:36,0  |             | Херб Елиот         | Аустралија       | Гетеборг, Шведска               | 28. август 1958.    | 2 године и 9 дана             |
| 3:35,6  |             | Херб Елиот         | Аустралија       | Рим, Италија                    | 6. септембар 1960.  | 6 година, 10 месеци и 2 дана  |
| 3:33,1  |             | Џим Риун           | САД              | Лос Анђелес, САД                | 8. август 1967.     | 6 година, 6 месеци и 25 дана  |
| 3:32,2  | 3:32,16     | Филберт Баји       | Танзанија        | Крајстчерч, Нови Зеланд         | 2. фебруар 1974.    | 5 година, 6 месеци и 13 дана  |
| 3:32,1  | 3:32,03     | Себастијан Коу     | Велика Британија | Цирих, Швајцарска               | 15. август 1979.    | 11 месеци                     |
| 3:32,1  | 3:32,09     | Стив Овет          | Велика Британија | Осло, Норвешка                  | 15. јул 1980.       | 1 месец и 12 дана             |
| 3:31,4  | 3:31,36     | Стив Овет          | Велика Британија | Кобленц, Западна Немачка        | 27. август 1980.    | 3 године и 1 дан              |
| 3:31,24 |             | Сидни Мари         | САД              | Келн, Западна Немачка           | 28. август 1983.    | 3 године и 8 дана             |
| 3:30,77 |             | Стив Овет          | Велика Британија | Ријети, Италија                 | 4. септембар 1983.  | 1 година, 10 месеци и 12 дана |
| 3:29,67 |             | Стив Крем          | Велика Британија | Ница, Француска                 | 16. јул 1985.       | 1 месец и 7 дана              |
| 3:29,46 |             | Саид Ауита         | Мароко           | Западни Берлин, Западна Немачка | 23. август 1985.    | 7 година и 24 дана            |
| 3:28,86 |             | Нуредин Морсели    | Алжир            | Ријети, Италија                 | 16. септембар 1992. | 2 године, 9 месеци и 26 дана  |
| 3:27,37 |             | Нуредин Морсели    | Алжир            | Ница, Француска                 | 17. јул 1995.       | 3 године и 2 дана             |
| 3:26,00 |             | Хишам ел Геруж     | Мароко           | Рим, Италија                    | 14. јул 1998.       | 26 година и 245 дана          |

+ – време измерено као пролазно време у некој дужој дистанци
Од 1981. ИААФ је прихватио електронско мерење времена до стотинке секунде за све дисциплине до 10.000 м (укључујући и њу). Зато је рекорд Стив Овета 3:31,4 из те године прилагођен на 3:31,36.